# A jezsuita rend generálisainak listája
Ez a lista a jezsuita rendet vezető legfőbb elöljárókat, generálisokat tartalmazza. A legfőbb rendi elöljárót, a „generálist” életre szólóan választják meg, a rendalkotmányban előírt módon. A jezsuiták legutóbbi, 31. legfőbb elöljáróját 2016. október 14-én választották meg, a venezuelai származású Arturo Sosa személyében. Az első generális, a rendalapító Loyolai Szent Ignác volt. A generális feladata a rend irányítása. A generálist az általános rendgyűlés választja meg, s feladatát élete végéig (illetve lemondásáig) látja el. Megválasztása után a megválasztás tényét be kell jelenteni a mindenkori római pápának, aki megerősíti a személyt. Ezután a megválasztott esküt tesz, s attól kezdve teljes jogkörrel betölti a generálisi feladatokat.

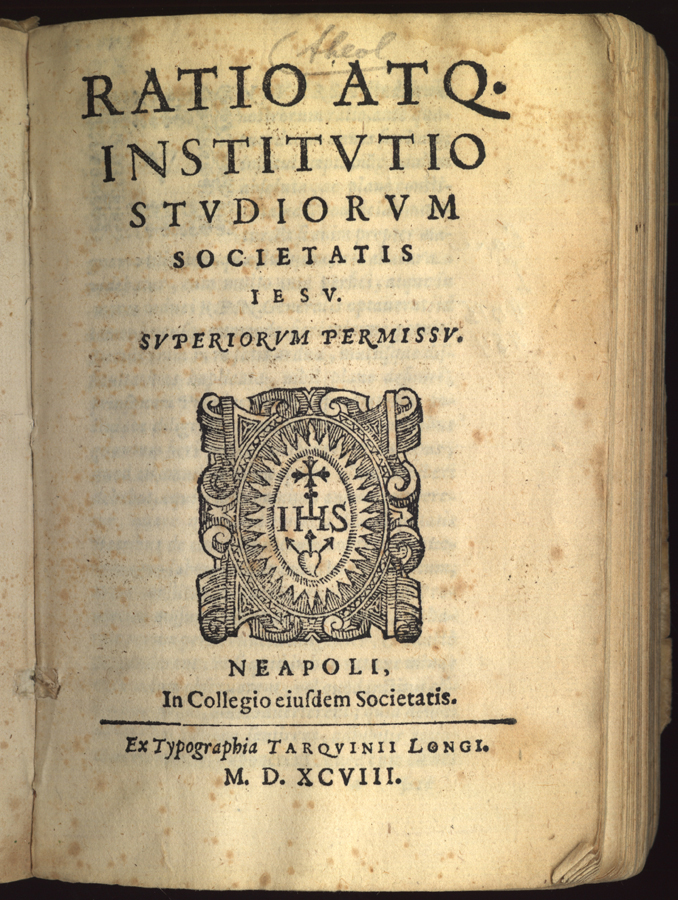
A rendi alkotmány

## A generálisok listája
| #  | Kép          | Generális                    | Hivatali idő kezdete | Hivatali idő vége   | Születési hely                          | Hány napig töltötte be a hivatalát |
| -- | ------------ | ---------------------------- | -------------------- | ------------------- | --------------------------------------- | ---------------------------------- |
| 1  |              | Loyolai Szent Ignác          | 1541. április 19.    | 1556. július 31.    | Azpeitia, Spanyolország                 | 5 582                              |
| 2  |              | Diego Laynez                 | 1558. július 2.      | 1565. január 19.    | Almazán, Spanyolország                  | 2 393                              |
| 3  |              | Francisco de Borja           | 1565. július 2.      | 1572. október 1.    | Gandia, Spanyolország                   | 2 648                              |
| 4  |              | Everard Mercurian            | 1573. április 23.    | 1580. augusztus 1.  | La Roche-en-Ardenne, Tizenhét Tartomány | 2 657                              |
| 5  |              | Claudio Acquaviva            | 1581. február 19.    | 1615. január 31.    | Atri, Nápolyi Királyság                 | 12 399                             |
| 6  |              | Mutio Vitelleschi            | 1615. november 15.   | 1645. február 9.    | Róma, Pápai állam                       | 10 679                             |
| 7  |              | Vincenzo Carafa              | 1646. január 7.      | 1649. június 8.     | Nápoly, Nápolyi királyság               | 1 248                              |
| 8  |              | Francesco Piccolomini        | 1649. december 21.   | 1651. június 17.    | Siena, Toszkánai Nagyhercegség          | 543                                |
| 9  |              | Aloysius Gottifredi          | 1652. január 21.     | 1652. március 12.   | Róma, Pápai állam                       | 51                                 |
| 10 |              | Goschwin Nickel              | 1652. március 17.    | 1664. július 31.    | Jülich, Rajnai Palotagrófság            | 4 519                              |
| 11 |              | Giovanni Paolo Oliva         | 1664. július 31.     | 1681. november 26.  | Genova, Milánói Hercegség               | 6 327                              |
| 12 |              | Charles de Noyelle           | 1682. július 5.      | 1686. december 12.  | Brüsszel, Dél-Németalföld               | 1 621                              |
| 13 |              | Thyrsus González de Santalla | 1687. július 6.      | 1705. október 27.   | Arganza, Spanyolország                  | 6 688                              |
| 14 |              | Michelangelo Tamburini       | 1706. január 31.     | 1730. február 28.   | Modena, Modenai hercegség               | 8 521                              |
| 15 |              | Franz Retz                   | 1730. március 30.    | 1750. november 19.  | Prága, Bohemia                          | 7 562                              |
| 16 |              | Ignacio Visconti             | 1751. július 4.      | 1755. május 4.      | Milanó, Milánói Hercegség               | 1 389                              |
| 17 |              | Aloysius Centurione          | 1755. november 30.   | 1757. október 2.    | Genova, Milánói hercegség               | 672                                |
| 18 |              | Lorenzo Ricci                | 1758. május 21.      | 1773. augusztus 16. | Firenze, Toszkánai Nagyhercegség        | 5 566                              |
| -- |              | Stanislaus Czerniewicz       | 1782. október 17.    | 1785. október 21.   | Kaunas, Lengyel–Litván Unió             | 1 100                              |
| -- |              | Gabriel Lenkiewicz           | 1785. október 8.     | 1798. október 21.   | Polack, Orosz Birodalom                 | 4 761                              |
| -- |              | Franciszek Kareu             | 1799. február 12.    | 1802. augusztus 11. | Orsa, Orosz Birodalom                   | 1 275                              |
| -- |              | Gabriel Gruber               | 1802. október 22.    | 1805. április 6.    | Bécs, Habsburg Birodalom                | 897                                |
| 19 |              | Tadeusz Brzozowski           | 1814. augusztus 7.   | 1820. február 5.    | Kalinyingrád, Kelet-Poroszország        | 2 008                              |
| 20 |              | Luigi Fortis                 | 1820. október 18.    | 1829. január 27.    | Verona, Lombard–Velencei Királyság      | 3 023                              |
| 21 |              | Jan Roothaan                 | 1829. július 9.      | 1853. május 8.      | Amszterdam, Hollandia                   | 8 704                              |
| 22 |              | Peter Jan Beckx              | 1853. augusztus 2.   | 1887. március 4.    | Scherpenheuvel-Zichem, Belgium          | 12 267                             |
| 23 |              | Anton Anderledy              | 1887. március 4.     | 1892. január 18.    | Berisal, Svájc                          | 1 781                              |
| 24 |              | Luis Martín                  | 1892. október 2.     | 1906. április 18.   | Melgar de Fernamental, Spanyolország    | 4 945                              |
| 25 |              | Franz Xavier Wernz           | 1906. szeptember 8.  | 1914. augusztus 20. | Rottweil, Németország                   | 2 903                              |
| 26 |              | Wlodimir Ledóchowski         | 1915. február 11.    | 1942. december 13.  | Loosdorf, Osztrák–Magyar Monarchia      | 10 167                             |
|    | Széküresedés |                              |                      |                     |                                         |                                    |
| 27 |              | Jean-Baptiste Janssens       | 1946. szeptember 15. | 1964. október 5.    | Mechelen, Belgium                       | 6 595                              |
| 28 |              | Pedro Arrupe                 | 1965. május 22.      | 1983. szeptember 3. | Bilbao, Spanyolország                   | 6 678                              |
| 29 |              | Peter Hans Kolvenbach        | 1983. szeptember 13. | 2008. január 14.    | Druten, Hollandia                       | 8 889                              |
| 30 |              | Adolfo Nicolás               | 2008. január 19.     | 2016. október 3.    | Villamuriel de Cerrato, Spanyolország   | 3 169                              |
| 31 |              | Arturo Sosa                  | 2016. október 14.    | Hivatalban          | Caracas, Venezuela                      | 3078                               |